# Pasquale Malipiero
Pasquale Malipiero, llamado dux pacificus (1392 en Venecia-7 de mayo de 1462 en Venecia) fue un estadista veneciano que sirvió como dux de Venecia desde el 30 de octubre de 1457 hasta su muerte. Sucedió a Francesco Foscari, y fue elegido específicamente por los enemigos de la familia Foscari. En 1458, promulgó una serie de medidas que limitaban el poder del Consejo de los Diez. Fue enterrado en la basílica de San Juan y San Pablo , un lugar de enterramiento tradicional de los dux. Cristoforo Moro lo sucedió como dux. Estaba casado con Giovanna Dandolo.